# Wildseeloder
Der Wildseeloder ist ein 2119 m ü. A. hoher Berg in den östlichen Kitzbüheler Alpen in Tirol südlich von Fieberbrunn im Pillerseetal. Östlich des Wildseeloders befindet sich in einer Karmulde der Wildsee, an dessen nördlichem Ufer das Wildseeloderhaus steht. Von dort ist der Gipfel über einen markierten Steig in etwa einer Stunde zu erreichen. Darüber hinaus führen aus der südlich des Sees gelegenen Seenieder (1933 m) Wegmarkierungen durch die Ostflanke auf den Gipfel. Beide Routen lassen sich zu einer Rundtour verbinden. Der Wildseeloder ist im Winter ein beliebtes Skitourenziel. Der Gipfel des Wildseeloders ist nicht durch Lifte erschlossen, doch verkürzt die Bergbahn auf den nordöstlich vorgelagerten Lärchfilzkogel den Aufstieg von Fieberbrunn.

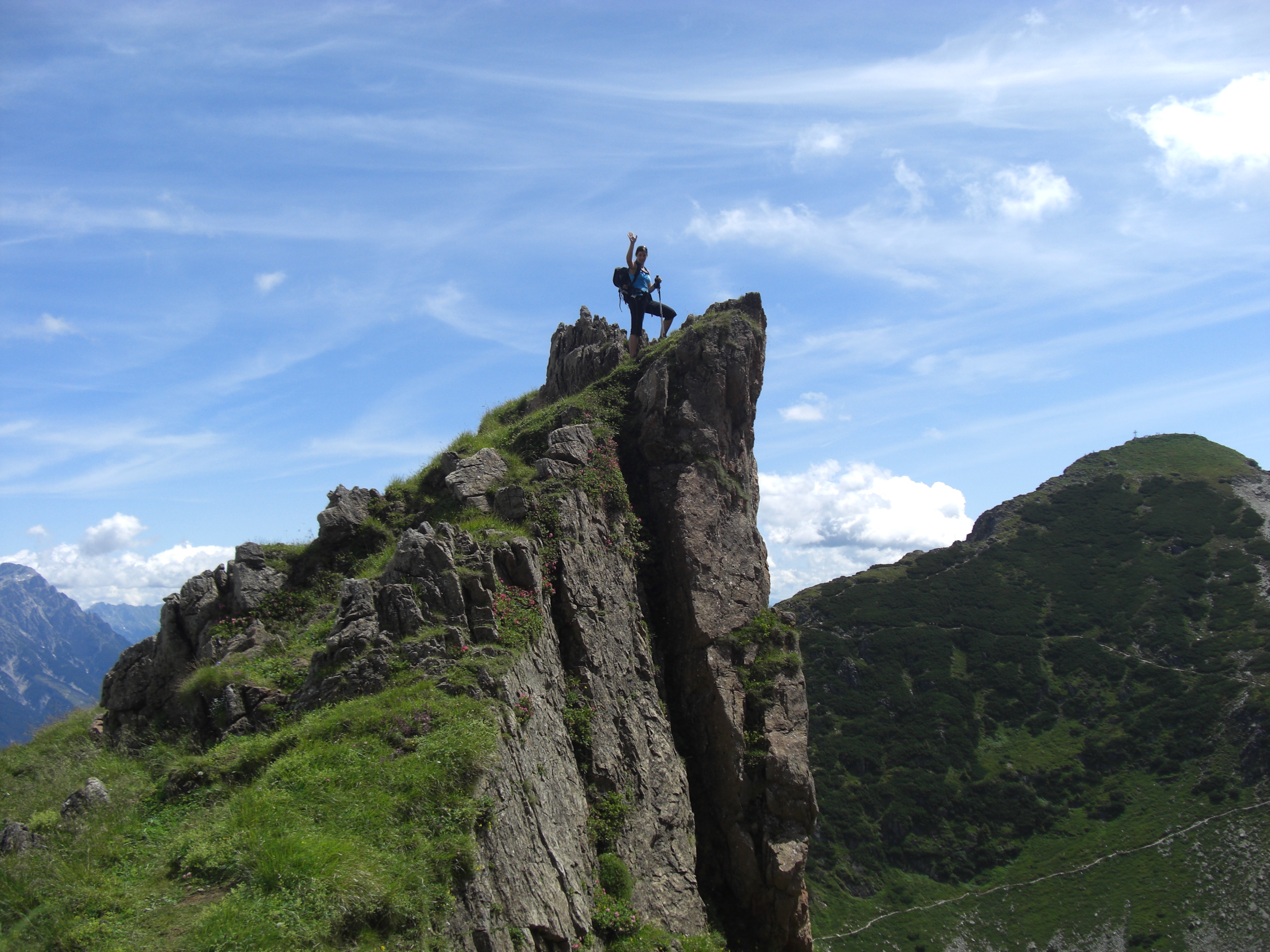
Felsvorsprung auf dem Weg zum Wildseeloder
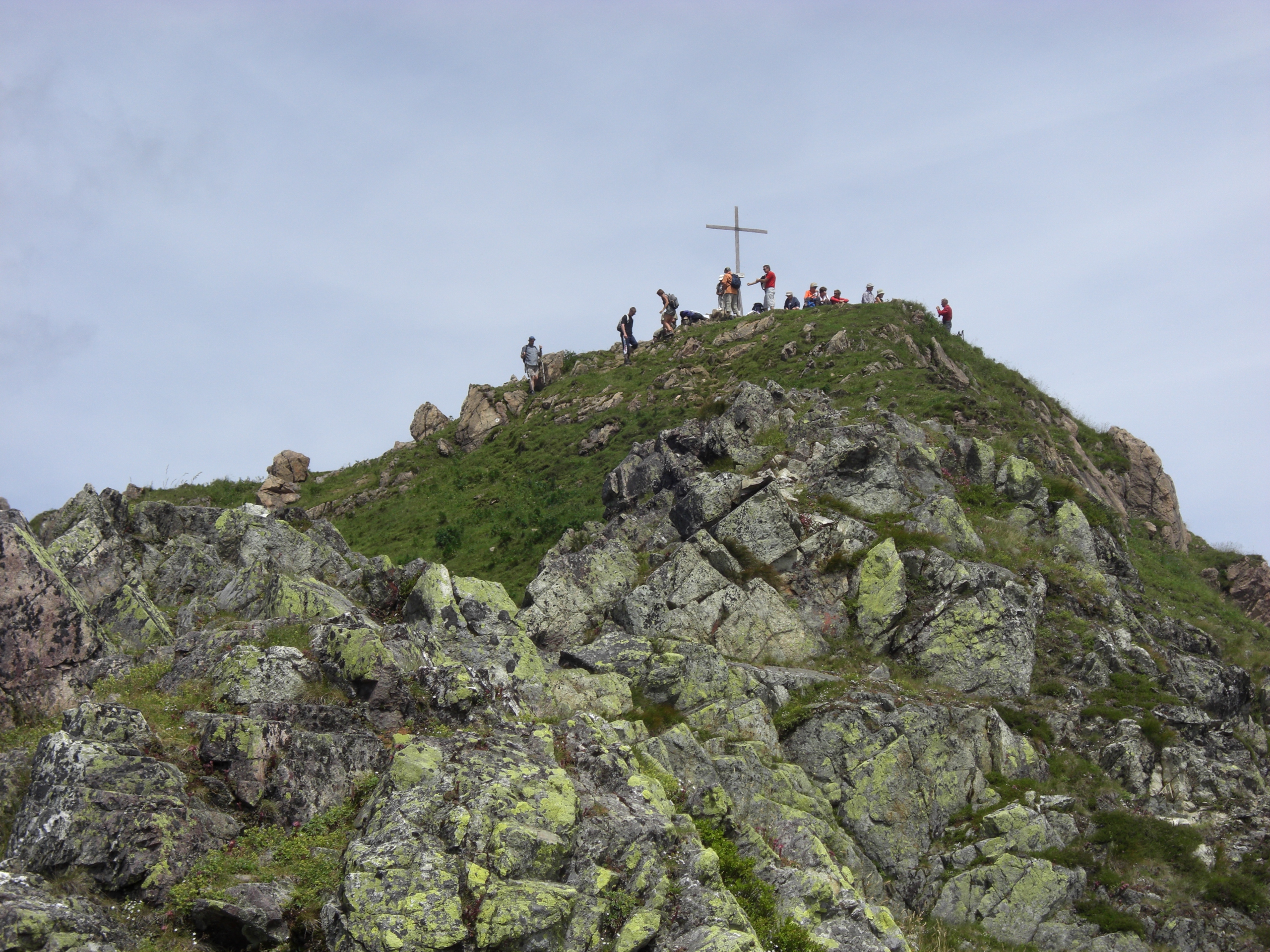
Gipfel des Wildseeloder
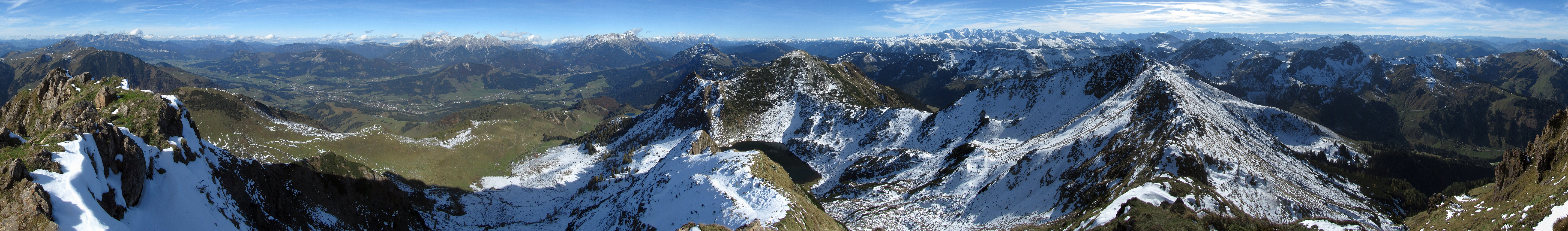
360°-Panorama vom Gipfel